# Susanne Hartel
Pour les articles homonymes, voir Hartel.
Susanne Hartel, née le 2 février 1988 à Mannheim, est une footballeuse allemande évoluante au poste d'attaquante au SC Fribourg.

## Clubs
Elle commence sa carrière à l’âge de trois ans au MFC 08 Lindenhof. En 2002, elle change de club parce qu'en Allemagne les filles n’ont pas la permission de jouer avec les garçons quand elles ont plus de 14 ans. Elle part alors au Viktoria Neckarhausen où elle reste une saison et demie.
En 2003, l'attaquante est transférée au 1.FFC Francfort. Là, elle fait ses débuts en Bundesliga, en Coupe d'Allemagne et en Coupe UEFA féminine.
En 2007, elle quitte Francfort pour rejoindre le SC Fribourg. En la saison 2008-2009, elle marqué douze buts en 17 matchs et elle a fait le septième rang de la liste des marqueurs.

## Palmarès
- Vainqueur de la Coupe UEFA féminine 2006
- Championne d'Allemagne en 2005 et 2007
- Vainqueur de la Coupe d'Allemagne en 2007

## Sélection nationale
Elle débute avec l’équipe d’Allemagne de football féminin des moins de 15 ans. Après avoir obtenu deux sélections avec cette équipe, elle joue avec l’équipe d’Allemagne de football féminin des moins de 17 ans (2 sélections, deux buts).
Puis avec l’équipe d’Allemagne de football féminin des moins de 19 ans elle est sacrée championne d’Europe. Elle reçoit douze capes et marque quatre buts dans cette catégorie. Le but le plus important étant le but prédécisif dans les prolongations de la demi-finale du Championnat d'Europe de football féminin des moins de 19 ans 2007 contre l’équipe française.
Après cela, ella a joué une fois pour l’équipe d’Allemagne de football féminin des moins de 20 ans.
Aujourd'hui elle est membre de l’équipe d’Allemagne de football féminin des moins de 23 ans, pour qui elle a joué jusqu’à présent douze fois et a marqué deux buts.

## Palmarès
- Vainqueur du Championnat d'Europe de football féminin des moins de 19 ans 2007